# Левый коммунизм
Ле́вый коммуни́зм — термин, которым принято обозначать взгляды ряда теоретиков коммунизма, которые после второго конгресса Коминтерна выступили с критикой ленинизма с левой позиции. Левые коммунисты признавали прогрессивное значение Октябрьской революции, но подвергали критике её развитие. Некоторые даже отвергали социалистический характер большевизма, видя в нём государственный капитализм. Левокоммунистические группы осуждали политику фронтизма, участие в выборах, «право наций на самоопределение» как форму буржуазного национализма (исключение недолгое время составляла итальянская группа).

## История
Левый коммунизм зародился в России в 1918 году в виде фракции во главе с Бухариным, которая выступила против подписания Брест-литовского мирного договора и взяла название Левые коммунисты. Фракция издавала газету «Коммунист», где звучали призывы ускорить национализацию. В конечном счёте российские левые коммунисты не смогли ничего противопоставить доводам Ленина и фракция распалась. Некоторые положения левокоммунистической фракции были унаследованы группой рабочей оппозиции, возглавлявшейся Г. Мясниковым и, в некоторой степени, децистами. Первоначальную политику Коминтерна можно охарактеризовать как соответствующую левокоммунистическим взглядам. Начало печатной критики большевизма слева принято отсчитывать с посмертного издания эссе Р. Люксембург «Марксизм или ленинизм?», где подвергался критике ряд решений большевиков, начиная с провозглашения «права наций на самоопределение». Критическому разбору теории левокоммунистических групп посвящена работа Ленина «Детская болезнь „левизны“ в коммунизме», где он защищал право на использование парламентаризма и профсоюзов в революционных целях. Подавление Кронштадтского восстания рассматривалось левыми коммунистами как поворотный момент в развитии СССР и окончательно оттолкнуло их от его наследия. К 1930-м годам СССР был признан левыми коммунистами государством - пособником капитализма и была осознана необходимость новой революции.
В самом начале основания Коммунистической партии Италии левокоммунистические взгляды разделяло большинство членов партии, но, как и во время Лионского Конгресса 1926 года, такая политика вызывала недовольство Коминтерна и оппозиции внутри партии. Это привело к смещению левого коммуниста Амадео Бордиги с поста первого секретаря партии. На его место встал Антонио Грамши. Бордига вскоре был заключён фашистами в тюрьму и даже после выхода из неё фактически отошёл от политики вплоть до 1950-х годов, но итальянский левый коммунизм, даже обезглавленный, продолжал своё существование в изгнании. Были установлены контакты с Коммунистической рабочей партией Германии (КРПГ), пытались работать с группой Карла Корша. В 1927 году была образована левая фракция КПИ во главе с Отторино Перроне — она имела сторонников во Франции, Бельгии, США и издавала газету «Прометей» и журнал «Bilan». Попытки сотрудничества с возглавлявшейся Троцким Левой оппозицией ни к чему не привели из-за невозможности прийти к соглашению по основным принципам (в частности, тактика энтризма, участие в Народных фронтах после 1933 года). Наоборот, с голландскими представителями коммунизма рабочих советов были налажены свободные связи, было завербовано много бывших членов бельгийской Лиги коммунистов-интернационалистов, перешедшей на троцкистские позиции. Огромное влияние итальянские левые коммунисты имели на крошечную Группу трудящихся, отошедшую от мексиканских троцкистов и возглавляемую Паулем Киргхоффом. В начале 1938 года итальянские и бельгийские Фракции сформировали Международное бюро левых фракций, с печатным органом «Октябрь».
Немецко-голландская традиция левого коммунизма получила название коммунизма рабочих советов.
В годы Второй мировой большинство левокоммунистических групп были уничтожены. Многие лидеры (Митчелл, Хенк Снейвлит) погибли в концлагерях или убиты гестапо. Несмотря на это, левый коммунизм пережил небольшой подъём в 1945—1952 годах, когда теорию Советов развивала группа «Социализм или варварство» и один из её ведущих теоретиков Корнелиус Касториадис. Небольшой интерес к опыту левого коммунизма вспыхнул после майских протестов 1968 года во Франции, теорию в данном русле развивали Пауль Маттик и Максимилиан Рюбель. На сегодняшний день существуют такие левокоммунистические группы, как Интернациональное коммунистическое течение и Интернационалистическая коммунистическая тенденция (бывшее Интернациональное бюро за революционную партию), итальянская ленинистская организация «Коммунистическая борьба» («Lotta comunista») (Арриго Черветто, Лоренцо Пароди), а также бордигистская Международная коммунистическая партия.

## В культуре
В. Т. Ермаков выделил четыре родовых признака, присущих «левым» в послеоктябрьское десятилетие: недооценка значения культуры прошлого, переходившая нередко в культурный нигилизм; представление о возможности и эффективности сверхбыстрых темпов создания новой культуры методами «красногвардейской атаки»; экспериментирование в духе «левых» теорий; культивирование недемократических норм культурной жизни.